# Gamma Ursae Minoris
Désignations
Gamma Ursae Minoris (γ UMi / γ Ursae Minoris), également nommée Pherkad, est une étoile légèrement variable de la constellation de la Petite Ourse. 

## Description
Gamma Ursae Minoris a une magnitude apparente de +3,00. Elle est à environ 480 années-lumière de la Terre et est de type spectral A3, signifiant que sa température de surface est comprise entre 7 500 et 11 000 kelvins. Elle est classée comme variable de type Delta Scuti et sa luminosité varie de 0,05 magnitudes sur une période de 3,43 heures. Elle est 1 100 fois plus lumineuse que le Soleil et possède un rayon égal à 15 fois celui du Soleil.

## Nomenclature
Pherkad est le nom aujourd’hui approuvé par l’Union astronomique internationale (UAI). Emprunté par Piazzi sous les formes Phercad Maior et Minor pour γ1 et γ2 UMi, ce nom est le singulier de l’arabe الفرقدين (al-Farqadān), « les Deux Gazellons », qui désigne le couple formé par β UMi et γ UMi chez les anciens Arabes, et qui servait, dans la tradition, à guider les voyageurs à travers les déserts de la péninsule Arabique. Après que, dans les Commentari de sa traduction des « Tables sultaniennes » (زيجِ سلطانی, Zīğ-i Sulṭānī) d’Uluġ Bēg (1437), Thomas Hyde eut employé la transcription Pherkad, Giuseppe Piazzi s’en saisit pour nommer Pherkad maior et Pherkad minor les étoiles γ1 et γ2 UMi, repris par Richard Hinckley Allen (1899) .

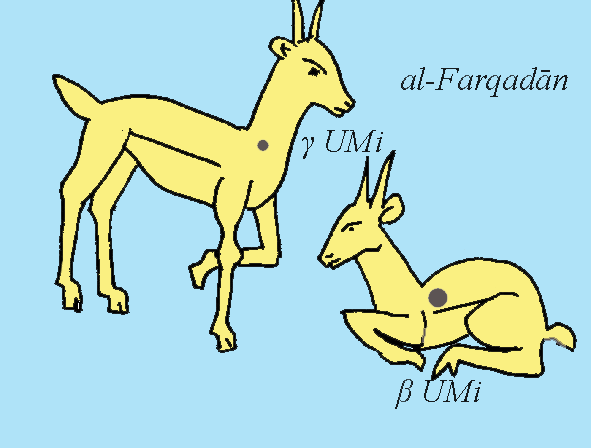
La figure du couple لفرقدين al-Farqadān, « les Deux Gazellons, » dans le ciel arabe traditionnel.

Le couple formé par β UMi et γ UMi présente dans les catalogues d’autres noms : 
- Alpherkadein, qui est l’arabe الفرقدين (al-Farqadayn) (forme accusative), « les Deux Gazellons », cité par Richard Hinckley Allen[8] et repris dans divers catalogues, et la forme française Facardin, nom pittoresque influencé par Facardin, forme francisée de Faḫr al-Dīn, le célèbre émir druze du XVIIe siècle[9],[10].
- Il porte également de nom de Gardes ou « Gardiennes du Pôle »[2].